# 山口啓二
山口 啓二（やまぐち けいじ、1920年5月22日 -2013年7月7日）は、日本の歴史学者。日本近世史が専門。

## 経歴
後に衆議院議員となる弁護士の山口政二の次男として、東京に生まれる。1942年、第一高等学校文科丙類卒業。同年、東京帝国大学文学部国史学科入学。 1944年、卒業。のち東京大学史料編纂所教授を経て、1979年、名古屋大学文学部教授となり、1983年退官。歴史科学協議会会員。

## 著書
- 『幕藩制成立史の研究』校倉書房、歴史科学叢書　1974
- 『鎖国と開国』岩波書店、日本歴史叢書 1993　のち岩波現代文庫
- 『山口啓二著作集』全5巻　校倉書房 2008-09

第1巻 (近世史研究への旅立ち) 2009
第2巻 (幕藩制社会の成立) 2008
第3巻 (幕藩制社会の構造) 2009
第4巻 (地域からみる近世史-東松山の歴史から) 2008
第5巻 (時代に向き合って生きる) 2009

## 共編著
- 『体系・日本歴史 4 幕藩体制』佐々木潤之介共著 日本評論社 1971
- 『戦後史と反動イデオロギー』松尾章一共編 新日本出版社、1981